# Каменное (Краснопольский район)
Каменное (укр. Кам'яне) — посёлок,
Великобобрикский сельский совет,
Краснопольский район,
Сумская область,
Украина.
Код КОАТУУ — 5922380803. Население по переписи 2001 года составляло 75 человек .

## Географическое положение
Посёлок Каменное находится на левом берегу реки Бобрик,
выше по течению на расстоянии в 2,5 км расположено село Гребениковка (Тростянецкий район),
ниже по течению на расстоянии в 6,5 км расположено село Верхняя Сыроватка (Сумский район),
на противоположном берегу — село Великий Бобрик.
Рядом проходит автомобильная дорога Р-17.